# Þ

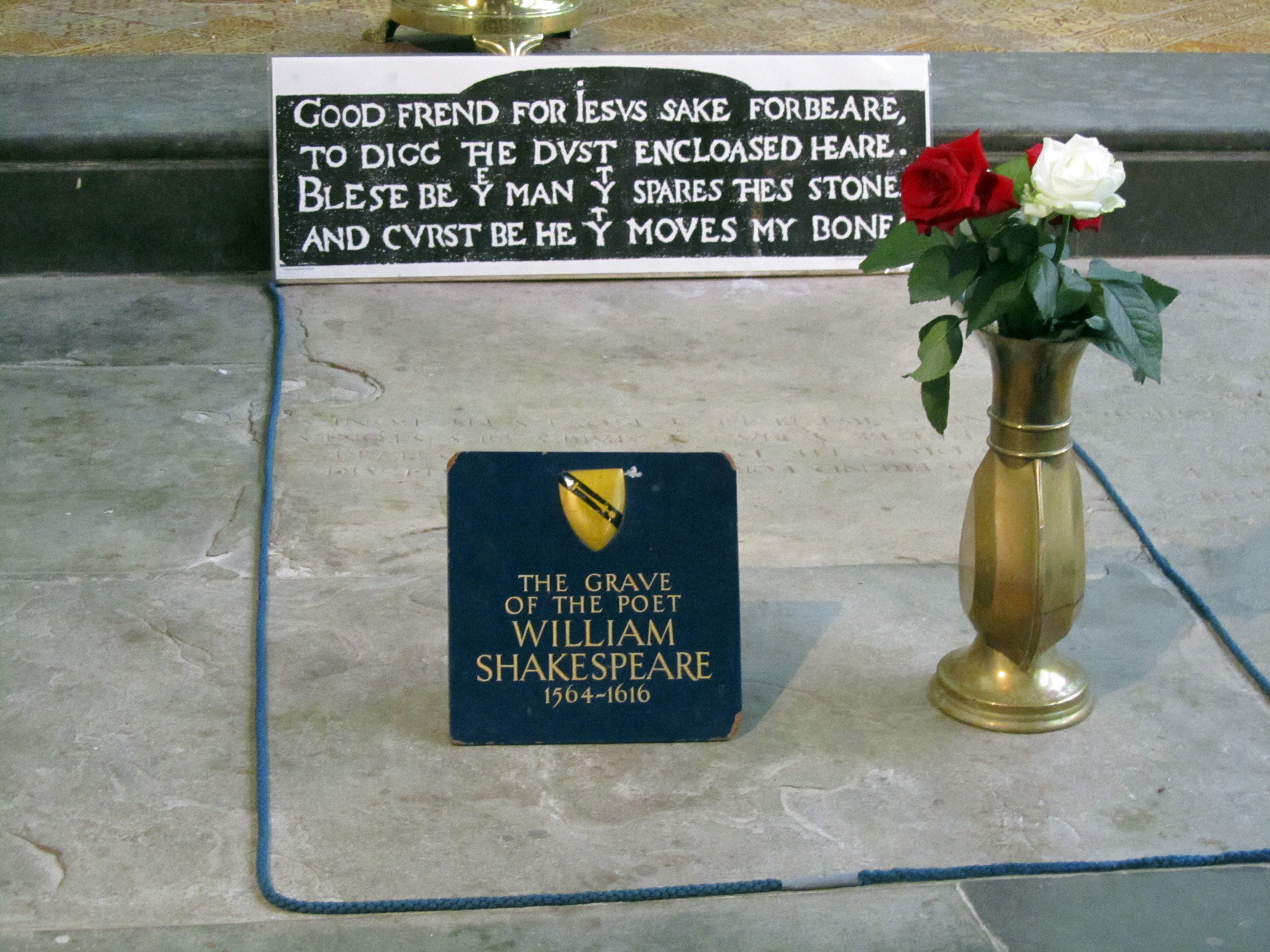
初期近代英語で書かれたウィリアム・シェイクスピアの墓
Thorn with stroke(、現在のThat)が変形してYの上にTが付いている。

Þ, þ (ソーン, thorn, þorn)は、ルーン文字の第3字母 ᚦ (スリサズ, thurisaz, þurisaz)に由来するラテン文字である。アイスランド語や古英語で用いられる。音価は無声歯摩擦音[θ]・有声歯摩擦音[ð]を表す。
"thorn"という名前は「植物の棘」を意味する名詞に由来する。古くは"thurs"と呼ばれたが、これは「巨人」を意味する名詞に由来する。
アイスランド語では現代の正書法でも用いられている。古英語にも存在したが、のちに y と混同され、たとえば定冠詞 þe を ye と書いたり、本来の þ を y [j] のように発音することも行われた。なお正式に表記できない環境では、一般に“th” で代用される。
ゴート語のラテン文字への翻字では、ゴート文字の𐌸に対応して用いられる。
ソーンはルーン文字からラテン文字へ借用された二つの文字のうちの一つ(もう一つはǷ)である。

## 文字コード
| 大文字 | Unicode | JIS X 0213 | 文字参照              | 小文字 | Unicode | JIS X 0213 | 文字参照              | 備考   |
| ------ | ------- | ---------- | --------------------- | ------ | ------- | ---------- | --------------------- | ------ |
| Þ      | U+00DE  | 1-9-52     | &THORN; &#xDE; &#222; | þ      | U+00FE  | 1-9-83     | &thorn; &#xFE; &#254; | ソーン |

| 記号 | Unicode | JIS X 0213 | 文字参照         | 名称     |
| ---- | ------- | ---------- | ---------------- | -------- |
| ᚦ    | U+16A6  | -          | &#x16A6; &#5798; | スリサズ |

## 略語
- – (þe) 中英語の略語で、現在のthe
- – (þt) 中英語の略語で、現在の that
- – (þu) レアな中英語の略語で、現在の thou (初期の頃には þu もしくは þou と書かれた。)
- (ys) 初期近代英語の略語で、現在のthis
- – (ye) 初期近代英語の略語で、現在の the
- – (yt) 初期近代英語の略語で、現在の that